# Glen St. Mary
Glen St. Mary is een plaats (town) in de Amerikaanse staat Florida, en valt bestuurlijk gezien onder Baker County.

## Demografie
Bij de volkstelling in 2000 werd het aantal inwoners vastgesteld op 473.

## Geografie
Volgens het United States Census Bureau beslaat de plaats een oppervlakte van
1,1 km², geheel bestaande uit land.

## Plaatsen in de nabije omgeving
De onderstaande figuur toont nabijgelegen plaatsen in een straal van 36 km rond Glen St. Mary.